# Восточная Чжоу (династия)
Восточная Чжоу (кит. 东周) — царская (ван 王) династия Цзи (姬) в Китае, правившая царством Чжоу с 770 по 256 год до н. э. после переноса его столицы в Лои (кит. 洛邑) (современный Лоян (кит. 洛阳市) ). Правление этой династии выделяют как конечный период эпохи Чжоу.

## Правление Пин-вана
Когда Ю-ван был свергнут восставшими удельными князьями (чжухоу 诸侯) при содействии жунов, правителем был назначен законный наследник от отстранённой старшей жены Пин-ван. Князья приняли решение о переносе столицы по соображениям безопасности от жунов. При этом жуны удерживали значительную территорию, которая была дарована роду Цинь при условии, что Цинь эту территорию отвоюет назад.
После этих событий значение дома Чжоу резко упало. Получив ограниченный удел, дом Чжоу по сути дела превратился в такое же удельное княжество, а ван стал «первым среди равных». Тем не менее, главенство вана сохранялась ещё длительное время, сначала реально, а потом всё более формально.
Наибольшее значение приобрели царства Цинь, Цзинь, Ци, Чу, а также царство Чжэн, которые активно вмешивались в дела центрального двора и нередко определяли политику.
Период Восточного Чжоу с 722 по 481 год до н. э. известен как Период Вёсен и Осеней (Чуньцю) — по названию известной летописи.

## Чуньцю
Более детально события этого периода изложены в хронике "Цзочжуань", которая является комментарием на скупую хронику "Чуньцю". В этот период с центром (Чжоу) взаимодействовали вассальные царства Цай, Чэнь, Чу, Хуа, Цзинь, Лу, Ци, Цинь, Шу, Сун, Вэй, У, Янь, Юэ, Чжэн.
Среди удельных князей в это время стали выделяться гегемоны, которые потом формально утверждались ваном. Гегемоны нередко обладали большей властью и влиянием, чем чжоуский ван.

### Хуань-ван
Хуань-ван вступил в конфликт с чжэнский Чжан-гуном (743 — 701 года до н. э.), который играл большую роль в политике его отца, не оказав ему ритуальных почестей. При поддержке царств Цай, Вэй и Чэнь он предпринял поход против Чжэн, но потерпел поражение и был ранен стрелой.
Чуский гун, почувствовав слабость Чжоу, объявил себя ваном в 701 году до н. э. Защитой от чуских притязаний руководил снова чжэнский Чжан-гун (郑庄公), роль которого опять сильно возросла, и по его примеру был позднее введён титул гегемона.

### Хуэй-ван
Хуэй-ван, вступив на престол, отобрал у своих сановников сады и присвоил, вызвав недовольство.  Поднялось восстание, которое поддержали царства Янь и Вэй, и трон получил его дядя Туй (zh:王子颓), приход которого встречался всеобщим ликованием. Хуэй-ван бежал, но при поддержке царств Чжэн и Го ему удалось победить Туя и вернуть трон в 673 году до н. э..
Хуэй-ван даровал цискому Хуань-гуну (齐桓公, ум. в 643 году до н.э.) титул гегемона.

## Чжаньго
Следующий период называется  Период Сражающихся царств — с 480 по 221 год до н. э.. Период Сражающихся царств длится 34 года уже после падения Восточного Чжоу в 256 году до н. э. Этот период описан в первую очередь в поздней хронике "Стратегии Сражающихся царств" (кит. упр. 戰國策/战国策, пиньинь Zhàn Guó Cè, палл. Чжаньгоцэ, буквально: «Стратегии Сражающихся царств»). Хроники менее подробные, чем Цзочжуань, поэтому об этом периоде известно меньше, чем о предыдущем.
В начале этого периода могущественное царство Цзинь в 403 году распалось на три части — Хань, Чжао и Вэй. В дальнейшем история периода характеризуется как противодействие семи царств Чу, Хань, Ци, Цинь, Вэй, Янь, Чжао, а также царств Шу, Сун, Юэ. Многие правители этих царств, не только сильных и могущественных, но и относительно слабых, например, Сун, присвоили себе титул вана (царя). В результате титул "ван" был совершенно обесценен и правитель царства Чжоу практически полностью утратил власть и влияние на окружающие царства Поднебесной.

### Нань-ван
При Нань-ване слабое царство Чжоу разделилось на две части, Нань-ван перенёс столицу на восток, а на западе стал править У-гун. Нань-ван вынужден был лавировать между сильными соседями, боясь их разгневать, постоянно оказываясь под угрозой быть разгромленным в противостоянии других царств. Войны непосредственно затрагивали его территорию, и от него требовали военных действий, освобождения дорог. Восточная и западная часть Чжоу вступали также в столкновения друг с другом.
В 256 году до н. э. циньские войска заняли столицу и конфисковали императорские регалии и девять треножников. Правитель Нань-ван был свергнут и убит, население бежало на восток. Знать Ци провозгласила наследником престола Хуэй-вана, сына убитого правителя. Хуэй-ван в течение пяти лет пытался сопротивляться циньским захватчикам, но безуспешно.
В 249 году до н. э. царство Цинь ликвидировало домен Сына Неба, превратив его в обычный циньский уезд. Подношения духам предков дома Чжоу прекратилось.

### После падения дома Чжоу
В результате длительной борьбы за гегемонию император Цинь Шихуанди смог объединить Китай и основал новую династию Цинь.

## Список восточночжоуских ванов
| Личное имя                          | Тронное имя         | Период правления        | Наиболее употребительное имя | Происхождение     |
| ----------------------------------- | ------------------- | ----------------------- | ---------------------------- | ----------------- |
| Цзи Ицзю 姬宜臼                     | Пин-ван 平王        | 770 — 720 годы до н. э. | Чжоуский Пин-ван             | Сын Ю-вана        |
| Период Весны и Осени (Чуньцю)       |                     |                         |                              |                   |
| Цзи Линь 姬林                       | Хуань-ван 桓王      | 719 — 697 годы до н. э. | Чжоуский Хуань-ван           | Внук Пин-вана     |
| Цзи То 姬佗                         | Чжуан-ван 莊王      | 696 — 682 годы до н. э. | Чжоуский Чжуан-ван           | Сын Хуань-вана    |
| Цзи Хуци 姬胡齊                     | Си-ван 釐王         | 681 — 677 годы до н. э. | Чжоуский Си-ван              | Сын Чжуан-вана    |
| Цзи Лан 姬閬                        | Хуэй-ван 惠王       | 676 — 652 годы до н. э. | Чжоуский Хуэй-ван            | Сын Си-вана       |
| Цзи Чжэн 姬鄭                       | Сян-ван 襄王        | 651 — 619 годы до н. э. | Чжоуский Сян-ван             | Сын Хуэй-вана     |
| Цзи Жэньчэнь 姬壬臣                 | Цин-ван 頃王        | 618 — 613 годы до н. э. | Чжоуский Цин-ван             | Сын Сян-вана      |
| Цзи Бань 姬班                       | Куан-ван 匡王       | 612 — 607 годы до н. э. | Чжоуский Куан-ван            | Сын Цин-вана      |
| Цзи Ю 姬瑜                          | Дин-ван 定王        | 606 — 586 годы до н. э. | Чжоуский Дин-ван             | Брат Куан-вана    |
| Цзи И 姬夷                          | Цзянь-ван 簡王      | 585 — 572 годы до н. э. | Чжоуский Цзянь-ван           | Сын Дин-вана      |
| Цзи Сесинь 姬泄心                   | Лин-ван 靈王        | 571 — 545 годы до н. э. | Чжоуский Лин-ван             | Сын Цзянь-вана    |
| Цзи Гуй 姬貴                        | Цзин-ван 景王       | 544 — 521 годы до н. э. | Чжоуский Цзин-ван            | Сын Лин-вана      |
| Цзи Мэн 姬猛                        | Дао-ван 悼王        | 520 год до н. э.        | Чжоуский Дао-ван             | Сын Цзин-вана     |
| Цзи Гай 姬丐                        | Цзин-ван 敬王       | 519 — 476 годы до н. э. | Чжоуский Цзин-ван II         | Брат Дао-вана     |
| Период Сражающихся царств (Чжаньго) |                     |                         |                              |                   |
| Цзи Жэнь 姬仁                       | Юань-ван 元王       | 475 — 469 годы до н. э. | Чжоуский Юань-ван            | Сын Цзин-вана     |
| Цзи Цзе 姬介                        | Чэндин-ван 貞定王   | 468 — 442 годы до н. э. | Чжоуский Дин-ван             | Сын Юань-вана     |
| Цзи Цюцзи 姬去疾                    | Ай-ван 哀王         | 441 год до н. э.        | Чжоуский Ай-ван              | Сын Дин-вана      |
| Цзи Шу 姬叔                         | Сы-ван 思王         | 441 год до н. э.        | Чжоуский Сы-ван              | Брат Ай-вана      |
| Цзи Вэй 姬嵬                        | Као-ван 考王        | 440 — 426 годы до н. э. | Чжоуский Као-ван             | Брат Ай-вана      |
| Цзи У 姬午                          | Вэйле-ван 威烈王    | 425 — 402 годы до н. э. | Чжоуский Вэйле-ван           | Сын Као-вана      |
| Цзи Цзяо 姬驕                       | Ань-ван 安王        | 401 — 376 годы до н. э. | Чжоуский Ань-ван             | Сын Вэйле-вана    |
| Цзи Си 姬喜                         | Ле-ван 烈王         | 375 — 369 годы до н. э. | Чжоуский Ле-ван              | Сын Ань-вана      |
| Цзи Бянь 姬扁                       | Сянь-ван 顯王       | 368 — 321 годы до н. э. | Чжоуский Сянь-ван            | Брат Ле-вана      |
| Цзи Дин 姬定                        | Шэньцзин-ван 慎靚王 | 320 — 315 годы до н. э. | Чжоуский Шэньцзин-ван        | Сын Сянь-вана     |
| Цзи Янь 姬延                        | Нань-ван 赧王       | 314 — 256 годы до н. э. | Чжоуский Нань-ван            | Сын Шэньцзин-вана |
|                                     | Хуэй-ван 惠王       | 255 — 249 годы до н. э. | Чжоуский Хуэй-ван II         |                   |